# Salma Hayek
Pour les articles homonymes, voir Salma et Hayek.
Salma Valgarma Hayek Jiménez, couramment appelée Salma Hayek (en espagnol : [ˈsalma ˈxaʝek], en anglais : [ˈhaɪɛk]), parfois Salma Hayek Pinault, est une actrice et productrice mexicano-américano-libanaise, née le 2 septembre 1966 à Coatzacoalcos (Mexique).
Elle est révélée durant les années 1990 sous la direction de Robert Rodriguez, avec Desperado (1995), Une nuit en enfer (1996) et The Faculty (1998). Elle évolue parallèlement dans des films souvent attendus : Studio 54 (1998), Dogma (1999), Wild Wild West (1999). En 2002, elle est la tête d'affiche du film biographique Frida, de Julie Taymor, qu'elle produit également. Sa performance dans le rôle de Frida Kahlo lui permet de décrocher une nomination à l'Oscar de la meilleure actrice.
Par la suite, elle enchaîne les projets commerciaux : tête d'affiche de Coup d'éclat (2004) ou Bandidas (2006) puis second rôle dans les comédies potaches comme Copains pour toujours (2010) et Prof poids lourd (2012). Parallèlement, elle accepte d'être tête d'affiche de films indépendants, qui passent cependant inaperçus, comme Americano (2011), du français Mathieu Demy, ou le drame Un jour de chance (2012), de Álex de la Iglesia.
Elle accède de nouveau à la reconnaissance critique avec deux projets ambitieux dont elle tient les rôles centraux, et parvient à livrer des performances complexes : tout d'abord pour le film fantastique Tale of Tales (2016), de Matteo Garrone puis la satire sociale Beatriz at Dinner (2017), de Miguel Arteta. En 2021, le grand public la retrouve dans le long-métrage House of Gucci, réalisé par Ridley Scott.

## Biographie

### Enfance et formation
Salma Valgarma Hayek Jiménez est née le 2 septembre 1966 à Coatzacoalcos, dans l'état de Veracruz, au Mexique. Mexicaine, elle est d'origine libanaise du côté de son père et espagnole du côté de sa mère. Sa mère, Diana Jiménez Medina, est mexicaine d'origine espagnole et chanteuse d'opéra. Son père, Sami Hayek, est fils d'immigrants libanais, de la ville de Baabdat, et travaille dans une compagnie pétrolière.
À l'âge de 12 ans, elle est envoyée à l'académie du Sacré-Cœur de Grand Coteau en Louisiane. Elle se fait renvoyer par les sœurs en raison de son comportement et doit retourner à Mexico. Elle poursuit ensuite sa scolarité jusqu'à ses 17 ans à Houston, au Texas, où elle vit chez sa tante. De retour au Mexique, elle étudie les relations internationales à l'Universidad Iberoamericana, institution privée, à Mexico.

### Débuts télévisuels et révélation cinématographique
Après avoir suivi des cours de gymnastique, Salma Hayek décide de se consacrer à la comédie. En 1988, elle fait ses débuts au théâtre. Mais elle se fait connaître par son rôle dans la série Teresa en 1989,. Puis en 1991, elle se rend aux États-Unis. Elle s'installe à Los Angeles. Elle écume ensuite les plateaux des séries télévisées mexicaines (telenovelas) pendant plusieurs années. En 1994, elle joue dans El callejón de los milagros (La Rue des Miracles) qui lui permet d'être nommée et récompensée à plusieurs reprises.
Le réalisateur Robert Rodriguez la remarque.
Après l'avoir fait tourner dans son téléfilm Roadracers, il lui donne sa chance en lui offrant le rôle féminin principal de son troisième long-métrage, le western d'action Desperado. Le film, sorti en août 1995, qui la place face à la star Antonio Banderas, la révèle au grand public international. Dans cette production, elle interprète également le morceau Quedate Aqui. Elle retrouve Rodriguez pour sa satire horrifique Une nuit en enfer, aux côtés de la vedette de télévision George Clooney.

### Percée hollywoodienne puis reconnaissance critique

Salma Hayek au dîner des correspondants de la Maison Blanche à Washington, D.C., en 1998.

En 1997, elle s'aventure du côté de la comédie romantique : d'abord en partageant l'affiche de Coup de foudre et conséquences avec une autre révélation télévisuelle, Matthew Perry ; puis en donnant la réplique à Russell Crowe dans Breaking up. Et en 1998, elle se diversifie en faisant partie de la distribution du drame Studio 54, de Mark Christopher, puis en produisant et jouant dans une comédie dramatique à petit budget, The Velocity of Gary, de Dan Ireland, et enfin en retrouvant Rodriguez pour un second rôle de son film d'action fantastique The Faculty.
L'année 1999 lui permet de tenter de s'imposer à Hollywood : elle fait d'abord partie du casting quatre étoiles de la satire Dogma, écrite et réalisée par Kevin Smith. Puis, elle produit et joue dans un drame financé internationalement et tourné en langue espagnole, Pas de lettre pour le colonel, d'Arturo Ripstein. Ensuite, elle tient le rôle de la femme fatale du blockbuster d'action Wild Wild West, porté par la méga-star Will Smith et réalisé par Barry Sonnenfeld. Ces trois projets sont néanmoins très fraîchement accueillis par la critique, et ne permettent pas à l'actrice de confirmer.
En 2000, elle renoue donc avec des projets plus modestes. Elle fait partie de la distribution chorale de la comédie dramatique indépendante Time Code, écrite et réalisée par Mike Figgis ; puis du petit film de braquage Chain of Fools ; tient un petit rôle dans le multi-récompensé drame choral Traffic, de Steven Soderbergh. Enfin, elle produit et joue dans un nouveau drame en langue espagnole, Une vie de rêve, de Antonio Cuadri.
C'est son travail de productrice qui va lui permettre de finalement s'imposer : en 2001, alors qu'elle est à l'affiche de la comédie thriller italo-britannique, Hotel, une fois encore écrite et réalisée par Mike Figgis, elle est la productrice et l'actrice principale de In the Time of the Butterflies, un téléfilm historique revisitant l'histoire de deux sœurs en République dominicaine.

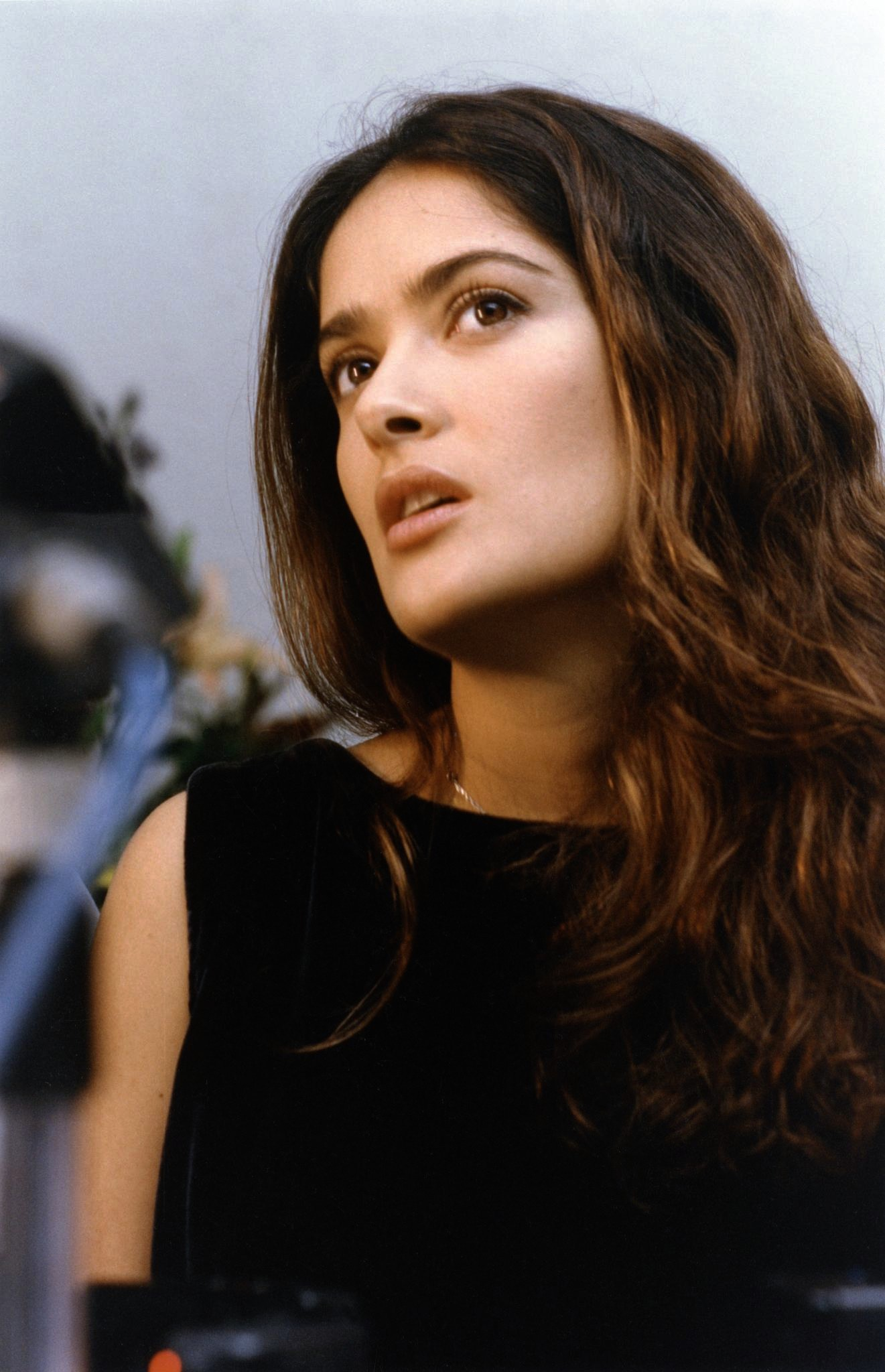
Salma Hayek en septembre 2004, l'année de sortie de Coup d'éclat.

Parallèlement, elle travaille déjà sur le projet le plus important de sa carrière, le biopic Frida. Le film sort en 2002, de nouveau sous la bannière de sa société de production Ventanarosa, et permet à l'actrice de prêter ses traits à la femme peintre mexicaine Frida Kahlo. Elle donne même de la voix pour le morceau La Bruja. Sa performance lui vaut d'ailleurs une nomination aux Oscars 2003. Avec ce projet, elle confirme aussi son engagement sur la lutte contre les femmes battues et sa lutte contre les discriminations touchant la communauté latino-américaine aux États-Unis. Elle fait aussi découvrir aux Américains les problèmes liés à l'immigration clandestine et au système de santé.
Parallèlement à cette reconnaissance en tant qu'actrice et productrice, elle fait ses débuts en tant que réalisatrice pour les besoins d'un téléfilm, qu'elle produit également, The Maldonado Miracle avec Peter Fonda et Mare Winningham. La production remporte un franc succès et Salma Hayek obtient le Daytime Emmy Awards de la meilleure réalisatrice.
Pourtant, cette même année, elle renoue avec les grosses productions commerciales. Elle retrouve Robert Rodriguez pour deux suites : d'abord la comédie d'aventures pour enfants Spy Kids 3 : Mission 3D, puis le thriller néo-noir avec Il était une fois au Mexique... Desperado 2 dans lequel elle interprète la chanson Siente mi amor.
À la suite de cette reconnaissance critique, elle enchaîne pourtant les productions commerciales.

### Projets commerciaux et productrice
En 2004, elle partage l'affiche de la comédie d'action Coup d'éclat, devant la caméra de Brett Ratner. Puis elle fait confiance au scénariste/réalisateur Robert Towne pour le drame historique Demande à la poussière, dont elle partage l'affiche avec la valeur montante Colin Farrell. Entre-temps, elle officie, à nouveau, en tant que réalisatrice pour les besoins d'un clip vidéo du chanteur Prince, Te Amo Corazon.
En 2006, elle s'internationalise de nouveau : d'abord en partageant l'affiche de la comédie d'action sexy Bandidas, produite par le français Luc Besson ; puis en gardant un pied à Hollywood avec le drame historique Cœurs perdus, écrit et réalisé par Todd Robinson, qui lui permet de prêter ses traits à la tueuse en série Martha Beck ; et enfin en adaptant la série télévisée colombienne Yo Soy Betty la Fea (Je suis Betty la moche) et crée Ugly Betty, une série américaine sur les déboires d'une jeune fille au physique ingrat dans l'univers de la mode. La série – dont Salma Hayek est coproductrice déléguée et où elle tient un rôle secondaire le temps de quelques épisodes – remporte un franc succès public et obtient plusieurs prix dont le Golden Globe 2007 de la meilleure série de comédie et celui de la meilleure actrice dans une série de comédie pour son actrice principale America Ferrera.
En 2007, elle se démarque en prêtant son image à la célèbre marque italienne de boisson alcoolisée Campari et pose pour le calendrier. En avril de la même année, Salma Hayek, forte du succès d’Ugly Betty, est nommée directrice générale de Ventanazul, une coentreprise créée avec la Metro-Goldwyn-Mayer. La nouvelle société a pour but de produire des films qui ont des thèmes latino-américains mais attirent un public plus large. Côté acting, elle se contente d'une petite apparition dans la comédie musicale Across the Universe, de Julie Taymor.

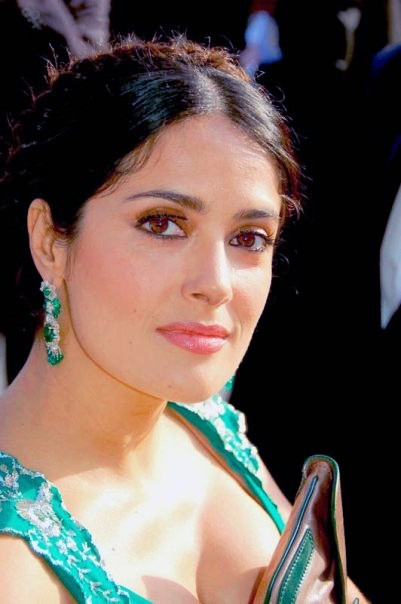
Salma Hayek, photographiée lors du Festival de Cannes 2008.

Elle conclut cette décennie par un rôle secondaire dans une grosse production destinée aux adolescents, la comédie fantastique L'Assistant du vampire, co-écrite et réalisée par Paul Weitz. La série Ugly Betty se conclut elle au bout de quatre saisons. L'actrice y aura elle multiplié les apparitions en saison 1, recevant même une nomination aux Emmy Awards dans la catégorie meilleure invitée en 2007.

### Comédies et films indépendants
Les années 2010 sont placées sous le sceau de projets ouvertement commerciaux, essentiellement des comédies.
Elle est d'abord à l'affiche de la comédie potache Copains pour toujours, de Dennis Dugan, portée par Adam Sandler. Puis, elle retrouve Antonio Banderas pour le doublage du film d'animation des studios DreamWorks, Le Chat Potté. Elle double la même année un autre film d'animation, Les Pirates ! Bons à rien, mauvais en tout, qui sort en 2012. Cette même année sort une autre comédie potache, Prof poids lourd, avec Kevin James dans le rôle principal.
Parallèlement, elle parvient cependant à défendre trois films indépendants : en 2011, en tenant les premiers rôles du drame français Americano, écrit et réalisé par Mathieu Demy, et de la comédie noire espagnole Un jour de chance, de Álex de la Iglesia. Et en 2012, en jouant de nouveau une femme de poigne cruelle et sexy pour les besoins du thriller Savages, d'Oliver Stone.

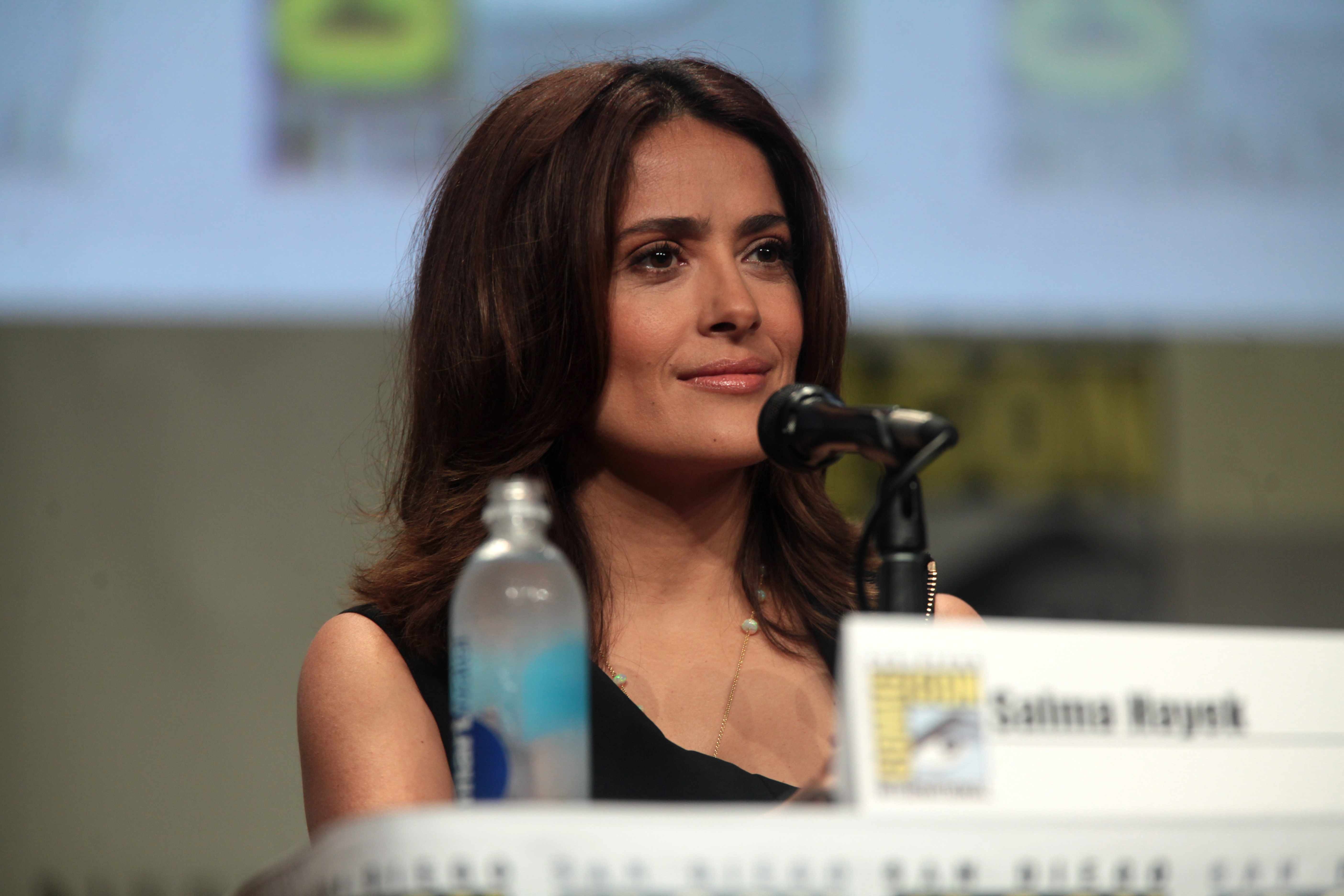
L'actrice au Comic-Con de San Diego en 2014.

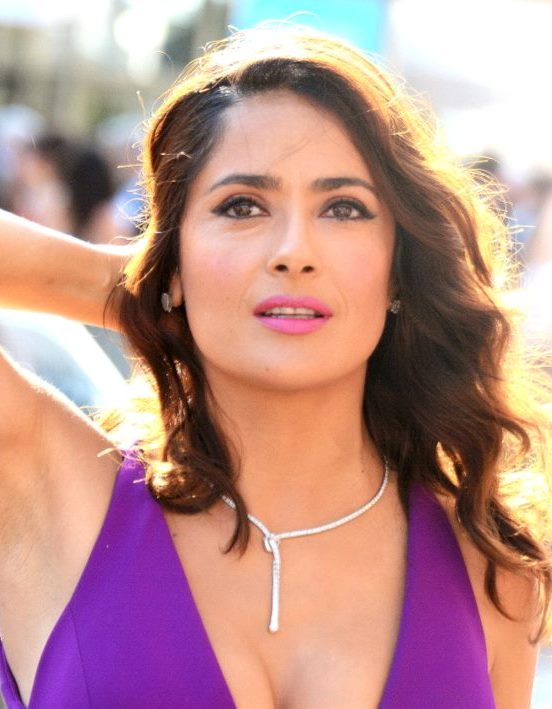
L'actrice au Festival de Cannes 2015.

En 2013, elle est cependant de la bande de Copains pour toujours 2, toujours de Dennis Dugan ; en 2014, elle fait un caméro dans la comédie musicale pour enfants Muppets Most Wanted, de James Bobin et retrouve Pierce Brosnan pour une comédie romantique, Teach Me Love.
En 2015, elle joue le rôle-titre du film d'action à petit budget, Everly, de Joe Lynch, qui sort directement en vidéo ; et partage l'affiche du drame historique Insurrection avec Adrian Brody, qui passe inaperçu.
Cette année sera surtout marquée par un retour à des projets plus ambitieux : elle joue le premier rôle dans le conte fantastique, Tale of Tales, co-écrit et réalisé par l'italien Matteo Garrone. Elle y livre une performance inquiétante dans le rôle de la reine de Longtrellis.
Elle enchaîne l'année suivante avec le tournage d'une comédie dramatique américaine dont elle occupe le rôle titre, Beatriz at Dinner, réalisée par Miguel Arteta, qui sort en 2017. Cette même année, elle joue un second rôle excentrique, la femme de Samuel L. Jackson, dans le blockbuster d'action Hitman and Bodyguard, également portée par Ryan Reynolds. Seulement une semaine après sa sortie, le film est déjà rentabilisé. Une suite est rapidement mise en chantier avec l'ajout de Morgan Freeman et d'Antonio Banderas au casting. Entre-temps, 10 ans après avoir joué un couple dans 30 Rock, Salma Hayek et Alec Baldwin se retrouvent afin d'incarner un couple, qui à la suite d'une nuit d'ivresse, abandonne sa fille dans Drunk Parents. Cette comédie potache tournée en 2016 n'est commercialisée qu'en 2019 pour le public américain. Avant cela, elle est à l'affiche du thriller The Hummingbird Project de Kim Nguyen aux côtés de Jesse Eisenberg et Alexander Skarsgård. Une production saluée par les quotidiens Los Angeles Times et The New York Times puis citée par la Guilde canadienne des réalisateurs.
En juillet 2019, lors du Comic-Con de San Diego, Kevin Feige annonce que Salma Hayek a été choisie pour incarner le personnage d'Ajak et intègre ainsi l'univers cinématographique Marvel avec le film Les Éternels.
Elle confirme ce retour vers un registre plus grand public, l'année 2020, en étant la vedette de la comédie Like a Boss de Miguel Arteta avec Rose Byrne et Tiffany Haddish puis le drame Molly de Sally Potter évoluant aux côtés de Javier Bardem, Elle Fanning et Laura Linney. Elle redevient l'exubérante Sonia Kincaid pour la comédie d'action The Hitman's Wife's Bodyguard et elle joue le premier rôle d'un drame de science-fiction Bliss.

### Engagement
En 2020, alors que le Mexique affronte la pandémie de covid-19 et que les États-Unis sont secoués par les manifestations et émeutes qui suivent le meurtre de George Floyd, une bavure est commise le 4 juin 2020 à Ixtlahuacán de los Membrillos (agglomération de Guadalajara, capitale de Jalisco). Un jeune maçon, Giovanni López, est blessé par balle aux jambes puis battu à mort par au moins 10 policiers municipaux. La bavure va déclencher une manifestation, des émeutes et l'attaque du palais du gouverneur à Guadalajara même, inspirées en partie des événements aux États-Unis. Dans la soirée, plusieurs célébrités mexicaines (Guillermo del Toro, José Ron, Alfonso Herrera, Zuria Vega, Paulina Goto, les membres du groupe musical Molotov) vont fonder le mouvement JUSTICIA Para Giovanni, dont Salma Hayek devient la porte-parole.

## Vie privée
Salma Hayek a notamment été en couple avec l’acteur Edward Atterton de 1997 à 1999, ainsi qu’avec l’acteur Edward Norton de 1999 à 2003.
Le 21 septembre 2007, elle donne naissance à Valentina Paloma, issue de sa relation avec François-Henri Pinault, propriétaire du Stade rennais football club et PDG du groupe de luxe Kering, anciennement Pinault-Printemps-Redoute (PPR), et fils de François Pinault. À la suite de l'arrivée de leur fille Valentina, Salma Hayek souhaite arrêter sa carrière dans le cinéma, mais François-Henri Pinault s'oppose fortement à ce choix.
Le 14 février 2009, elle épouse François-Henri Pinault à la mairie du 6e arrondissement de Paris.
En août 2018, les époux renouvellent leurs vœux de mariage. Dans une interview au magazine Town & Country, Salma Hayek révèle subir des discriminations sociales du fait de son union avec François-Henri Pinault.

## Filmographie

### Actrice

#### Années 1990
- 1993 : Mi vida loca d'Allison Anders : Gata
- 1994 : El callejón de los milagros de Jorge Fons : Alma
- 1995 : Desperado de Robert Rodriguez : Carolina
- 1995 : Groom Service (Four Rooms - segment de The Misbehavers) de Robert Rodriguez : la danseuse à la télévision
- 1995 : Fair Game d'Andrew Sipes : Rita
- 1996 : Une nuit en enfer (From Dusk Till Dawn) de Robert Rodriguez : Santanico Pandemonium
- 1996 : Liens d'acier (Fled) de Kevin Hooks : Cora
- 1997 : Coup de foudre et Conséquences (Fools Rush In) d'Andy Tennant : Isabel Fuentes Whitman
- 1997 : Breaking up de Robert Greenwald : Monica
- 1997 : Cuba mon amour (¿Quién diablos es Juliette?) de Carlos Marcovich : elle-même
- 1998 : Studio 54 de Mark Christopher : Anita Randazzo
- 1998 : The Velocity of Gary (The Velocity of Gary* *(Not His Real Name)) de Dan Ireland : Mary Carmen
- 1998 : The Faculty de Robert Rodriguez : l'infirmière Rosa Harper
- 1998 : Welcome to Hollywood de Tony Markes et Adam Rifkin : elle-même
- 1999 : Dogma de Kevin Smith : la muse Sérendipité
- 1999 : Pas de lettre pour le colonel (El coronel no tiene quien le escriba) d'Arturo Ripstein : Julia
- 1999 : Wild Wild West de Barry Sonnenfeld : Rita Escobar

#### Années 2000
- 2000 : Time Code de Mike Figgis : Rose
- 2000 : Chain of Fools de Pontus Löwenhielm et Patrick von Krusenstjerna : Kolko
- 2000 : Une vie de rêve (La gran vida) d'Antonio Cuadri : Lola
- 2000 : Traffic de Steven Soderbergh : Rosario, la maîtresse de Madrigal (non créditée au générique)
- 2001 : Hotel de Mike Figgis : Charlee Boux
- 2002 : Frida de Julie Taymor : Frida Kahlo
- 2002 : À la recherche de Debra Winger (Searching for Debra Winger) de Rosanna Arquette : elle-même
- 2003 : Spy Kids 3 : Mission 3D (Spy Kids 3-D: Game Over) de Robert Rodriguez : Cesca Giggles
- 2003 : Il était une fois au Mexique... Desperado 2 (Once Upon a Time in Mexico) de Robert Rodriguez : Carolina
- 2004 : Coup d'éclat (After the Sunset) de Brett Ratner : Lola Cirillo
- 2006 : Bandidas de Joachim Rønning et Espen Sandberg : Sara Sandoval
- 2006 : Demande à la poussière (Ask the Dust) de Robert Towne : Camilla Lopez
- 2007 : Cœurs perdus (Lonely Hearts) de Todd Robinson : Martha Beck
- 2007 : Across the Universe de Julie Taymor : l'infirmière chantant Bang Bang Shoot Shoot
- 2009 : L'Assistant du vampire (Cirque du Freak: The Vampire's Assistant) de Paul Weitz : Madame Truska
- 2009 : Home (documentaire) de Yann Arthus-Bertrand : la narratrice de la version hispanophone

#### Années 2010
- 2010 : Copains pour toujours (Grown Ups) de Dennis Dugan : Roxanne Chase-Feder
- 2011 : Americano de Mathieu Demy : Lola
- 2011 : Le Chat Potté (Puss in Boots) de Chris Miller : Kitty Patte de velours (voix originale)
- 2012 : Les Pirates ! Bons à rien, mauvais en tout (The Pirates! Band of Misfits) de Peter Lord et Jeff Newitt : Cutlass Liz (voix)
- 2012 : Savages d'Oliver Stone : Elena
- 2012 : Prof poids lourd (Here Comes the Boom) de Frank Coraci : Bella Flores
- 2012 : Un jour de chance (La chispa de la vida) de Álex de la Iglesia : Luisa
- 2013 : Copains pour toujours 2 (Grown Ups 2) de Dennis Dugan : Roxanne Chase-Feder
- 2014 : Opération Muppets (Muppets Most Wanted) de James Bobin : Elle-même
- 2014 : Le Prophète (Kahlil Gibran's The Prophet) de Roger Allers : Kamila (voix originale et française)
- 2015 : Everly de Joe Lynch : Everly
- 2015 : Teach Me Love de Tom Vaughan : Olivia
- 2015 : Tale of Tales de Matteo Garrone : Queen of Longtrellis
- 2016 : Insurrection (Septembers of Shiraz) de Wayne Blair : Farnez
- 2016 : Sausage Party de Greg Tiernan et Conrad Vernon : Teresa, un taco (voix originale)
- 2017 : Beatriz at Dinner de Miguel Arteta : Beatriz
- 2017 : How to be a Latin Lover de Ken Marino : Sara
- 2017 : Hitman and Bodyguard de Patrick Hugues : Sonia Kincaid
- 2018 : The Wall Street Project (The Hummingbird Project) de Kim Nguyen : Eva Torres
- 2019 : Drunk Parents de Fred Wolf : Nancy Teagarten

#### Années 2020
- 2020 : Lady Business de Miguel Arteta : Claire Luna
- 2020 : The Roads Not Taken de Sally Potter : Dolores
- 2021 : Hitman and Bodyguard 2 (The Hitman's Wife's Bodyguard) de Patrick Hughes : Sonia Kincaid
- 2021 : État d'esprit (Bliss) de Mike Cahill : Isabel
- 2021 : Les Éternels (Eternals) de Chloé Zhao : Ajak
- 2021 : House of Gucci de Ridley Scott : Giuseppina Auriemma
- 2022 : Le Chat potté 2 : La Dernière Quête (Puss in Boots: The Last Wish) de Joel Crawford et Januel P. Mercado : Kitty Pattes de velours (voix)
- 2023 : Magic Mike : Dernière Danse de Steven Soderbergh : Maxandra Mendoza
- 2024 : Without Blood d'Angelina Jolie : Nina
- 2025 : Sacrifice de Romain Gavras[25]

#### Télévision

##### Téléfilms
- 1994 : Roadracers de Robert Rodriguez : Donna
- 1997 : Quasimodo Notre-Dame de Paris (The Hunchback) de Peter Medak : Esméralda
- 2001 : In the Time of the Butterflies de Mariano Barroso : Minerva

##### Séries télévisées
- 1988 : Nuevo Amanecer (telenovela mexicaine) : Fabiola (3 épisodes)
- 1989 : Teresa (telenovela mexicaine) : Teresa (3 épisodes)
- 1992 : Street Justice : Andrea (Saison 1, épisode 12)
- 1992 : Nurses : Yolanda Cuevas (Saison 2, épisode 11)
- 1992 : Dream On : Carmela (Saison 3, épisode 20)
- 1993 : Jack's Place : Katrina 'Kata' Nicklos (Saison 2, épisode 6)
- 1993 : The Sinbad Show : Gloria Contreras (Saison 1, épisodes 1, 2 et 3)
- 1994 : El vuelo del águila : Juana Catalina Romero (Saison 1, épisode 1)
- 1997 : Gente bien : Teresa Camil (Saison 1, épisode 1)
- 1999 : Action : elle-même (Saison 1, épisode 2)
- 2006-2007 : Ugly Betty : Sofia Reyes (Saison 1, épisodes 6, 7, 8, 9, 10 et 12)
- 2009-2013 : 30 Rock : Elisa Padriera (Saison 3, épisodes 7, 8, 10, 11, 12 et 19 et saison 7, épisode 12)
- 2023 : Black Mirror : Elle-même (Saison 6, épisode 1)

### Réalisatrice
- 2003 : The Maldonado Miracle (téléfilm)
- 2005 : Te Amo Corazon de Prince (clip vidéo)

### Productrice
- 2001 : In the Time of the Butterflies de Mariano Barroso (téléfilm)
- 2002 : Frida de Julie Taymor (film)
- 2003 : The Maldonado Miracle d'elle-même (téléfilm)
- 2006-2010 : Ugly Betty (série télévisée adaptée d'une telenovela colombienne, Yo soy Betty, la fea, déjà déclinée en neuf versions - 85 épisodes)
- 2015 : Le Prophète de Roger Allers (film)
- 2015 : Insurrection (Septembers of Shiraz) de Wayne Blair (film)
- 2019 : Ella es Cristina de Gonzalo Maza (film)
- 2019 : Monarca (série télévisée)
- 2021 : Sante Evita (mini-série)

## Distinctions

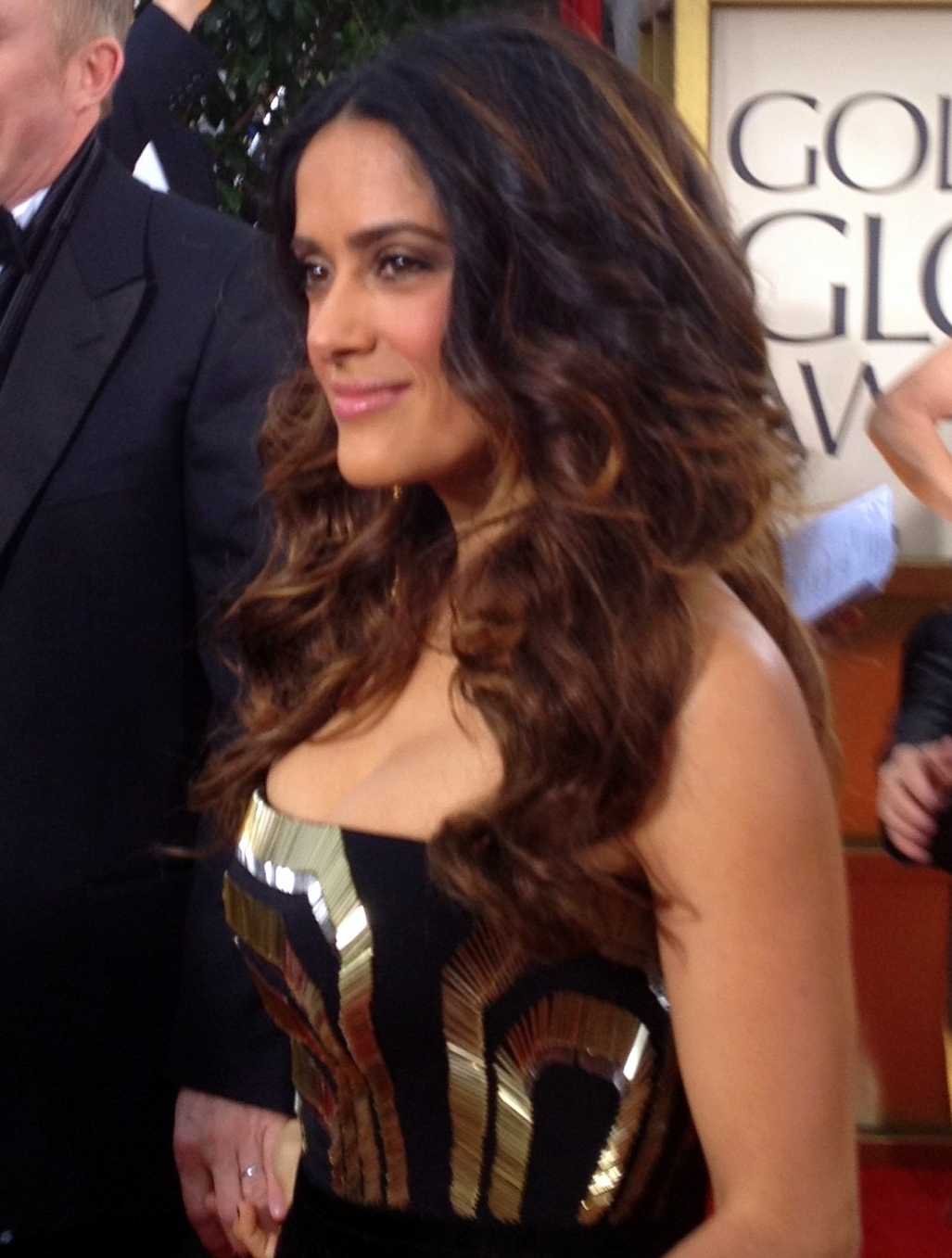
Salma Hayek sur le tapis rouge de la 69e cérémonie des Golden Globes, en 2012.

Sauf indication contraire ou complémentaire, les informations mentionnées dans cette section proviennent de la base de données IMDb.

### Décorations
- Chevalier de la Légion d'honneur (2012)[26]
- Commandeur de l'ordre des Arts et des Lettres (2024)[27]

### Récompenses
Le 19 novembre 2021, Salma Hayek se voit attribuer une étoile sur le célèbre Walk of Fame d'Hollywood.
- 1995 : Mexican Cinema Journalists de la meilleure révélation féminine dans un drame pour La rue des miracles (El callejón de los milagros) (1994).
- 1998 : Nosotros Golden Eagle Awards de la meilleure actrice.
- 2000 : Blockbuster Entertainment Awards de l’actrice préférée dans un second rôle dans une comédie d’action pour Wild Wild West (1999).
- 2002 : ALMA Awards de la meilleure actrice dans un téléfilm où une mini-série pour In the Time of the Butterflies (2001).
- 2003 : Golden Camera de la meilleure actrice internationale dans un drame biographique pour Frida (2002).
- 2003 : Imagen Foundation Awards de la meilleure actrice internationale dans un drame biographique pour Frida (2002).
- Mexican Cinema Journalists 2003 : Lauréate du Prix spécial Silver Goddess pour l'ensemble de sa carrière.
- 2004 : Daytime Emmy Awards de la meilleure réalisatrice dans un programme pour enfants pour The Maldonado Miracle (2003).
- 2004 : Yoga Awards du pire costume et du pire make-up dans un drame biographique pour Frida (2002).
- Elle Women in Hollywood Awards 2008 : Lauréate du Prix Icon pour l'ensemble de sa carrière.
- ALMA Awards 2009 : Lauréate du Prix Anthony Quinn pour l'ensemble de sa carrière.
- Bambi Awards 2012 : Lauréate du Prix d'honneur pour l'ensemble de sa carrière.
- Elle Women in Hollywood Awards 2015 : Lauréate du Prix de la Femme de l'année.
- TheWIFTS Foundation International Visionary Awards 2015 : Lauréate du Prix The Animation dans un drame d’animation pour Le prophète (2014).
- CinemaCon 2017 : Lauréate du Prix d'honneur Vanguard pour l'ensemble de sa carrière.
- 2017 : Imagen Foundation Awards de la meilleure actrice dans une comédie dramatique pour How to Be a Latin Lover (2017).
- Savannah Film Festival 2017 : Lauréate du Prix d'honneur pour l'ensemble de sa carrière.
- Festival de Cannes 2021 : Lauréate du Prix Kering Women in Motion.
- IMDb Awards 2022 : Lauréate du Prix Icon.

### Nominations
- 1995 : Ariel Awards de la meilleure actrice dans un drame romantique pour El callejón de los milagros (1995).
- 8e cérémonie des Chicago Film Critics Association Awards 1996 : Révélation féminine dans un thriller dramatique pour Desperado (1995).
- 1996 : MTV Movie Awards du meilleur baiser partagée avec Antonio Banderas dans un thriller dramatique pour Desperado (1995).
- 22e cérémonie des Saturn Awards 1996 : Meilleure actrice dans un second rôle dans un thriller dramatique pour Desperado (1995).
- 1998 : ALMA Awards de la meilleure actrice dans une comédie romantique pour Coup de foudre et conséquences (Fools Rush In) (1997).
- 1998 : ALMA Awards de la meilleure actrice dans une mini série pour Quasimodo Notre-Dame de Paris (The Hunchback) (1997).
- 1999 : ALMA Awards de la meilleure actrice dans un drame musical pour Studio 54 (1998).
- 2000 : ALMA Awards de la meilleure actrice dans une comédie d'aventure pour Wild Wild West (1999).
- 20e cérémonie des Razzie Awards 2000 : Pire actrice dans un second rôle dans une comédie d'aventure pour Dogma (1999) et dans une comédie d'aventure pour Wild Wild West (1999).
- 2002 : Awards Circuit Community Awards de la meilleure actrice dans un rôle principal dans un drame biographique pour Frida (2002) pour le rôle de Frida Kahlo.
- 7e cérémonie des Critics' Choice Movie Awards 2002 : Meilleure actrice dans une série télévisée pour In the Time of the Butterflies (2001).
- 2002 : Las Vegas Film Critics Society Awards de la meilleure actrice dans un drame biographique pour Frida (2002) pour le rôle de Frida Kahlo.
- MTV Movie Awards, Latin America 2002 :
  - Meilleure ouvrière mexicaine dans une comédie pour Hotel (2001).
  - Actrice la plus chaude dans un drame pour Y tu mamá también (2001).
- 56e cérémonie des British Academy Film Awards 2003 : Meilleure actrice dans un drame biographique pour Frida (2002) pour le rôle de Frida Kahlo.
- 8e cérémonie des Critics' Choice Movie Awards 2003 : Meilleure actrice dans un drame biographique pour Frida (2002) pour le rôle de Frida Kahlo.
- 15e cérémonie des Chicago Film Critics Association Awards 2003 : Meilleure actrice dans un drame biographique pour Frida (2002) pour le rôle de Frida Kahlo.
- 2003 : Dallas-Fort Worth Film Critics Association Awards de la meilleure actrice dans un drame biographique pour Frida (2002) pour le rôle de Frida Kahlo.
- 60e cérémonie des Golden Globes 2003 : Meilleure actrice dans un drame biographique pour Frida (2002) pour le rôle de Frida Kahlo.
- 2003 : International Online Film Critics de la meilleure actrice dans un drame biographique pour Frida (2002) pour le rôle de Frida Kahlo.
- 75e cérémonie des Oscars 2003 : Meilleure actrice dans un drame biographique pour Frida (2002) pour le rôle de Frida Kahlo.
- 7e cérémonie des Satellite Award 2003 : Meilleure actrice dans un drame biographique pour Frida (2002) pour le rôle de Frida Kahlo.
- 9e cérémonie des Screen Actors Guild Awards 2003 : Meilleure actrice dans un premier rôle dans un drame biographique pour Frida (2002) pour le rôle de Frida Kahlo.
- 2004 : Daytime Emmy Awards du meilleur programme spécial pour enfants/adolescents/famille pour The Maldonado Miracle (2003) partagée avec Eve Silverman, Susan Aronson et Don Schain.
- 2004 : Daytime Emmy Awards de la meilleure réalisation pour un programme spécial pour enfants/adolescents/famille pour The Maldonado Miracle (2003).
- 2007 : Gold Derby Awards de la meilleure actrice invitée dans une série télévisée comique pour Ugly Betty (2006-2007).
- 60e cérémonie des Primetime Emmy Awards 2007 : 
  - Meilleure actrice invitée dans une série télévisée cmique pour Ugly Betty (2006-2007).
  - Meilleure série comique pour Ugly Betty (2006-2007) partagée avec Silvio Horta (Producteur délégué), Marco Pennette (Producteur délégué), James D. Parriott (Producteur délégué), Ben Silverman (Producteur délégué), James Hayman (Producteur délégué), Jose Tamez (Producteur délégué), Teri Weinberg (Coproducteur délégué), Sheila R. Lawrence (Coproducteur délégué), Oliver Goldstick Coproducteur délégué), Alice West (Coproducteur délégué), Henry Alonso Myers (Producteur superviseur), Harry Werksman (Producteur superviseur) et Gabrielle G. Stanton (Producteur superviseur).
- 2008 : PGA Awards de la meilleure actrice productrice dans une série télévisée comique pour Ugly Betty (2006-2007) partagée avec James Hayman, Silvio Horta, James D. Parriott, Marco Pennette, Ben Silverman, Jose Tamez, Teri Weinberg et Alice West.
- 2009 : ALMA Awards de la meilleure actrice dans une série télévisée comique pour 30 Rock (2009-2013).
- 2009 : Online Film & Television Association Awards de la meilleure actrice dans une série télévisée comique pour 30 Rock (2009-2013).
- 2012 : Alliance of Women Film Journalists Awards de la meilleure animation féminine dans une comédie d'animation pour Le Chat Potté (2011).
- 2012 : ALMA Awards de la meilleure actrice dans un thriller pour Savages (2012).
- Behind the Voice Actors Awards 2012 :
  - Meilleure interprétation d'ensemble dans une comédie d'animation pour Le Chat Potté (2011) partagée avec Antonio Banderas, Zach Galifianakis, Billy Bob Thornton, Amy Sedaris, Bob Joles, Conrad Vernon, Tom McGrath, Chris Miller et Latifa Ouaou.
  - Meilleure interprétation féminine dans une comédie d'animation pour Le Chat Potté (2011).
- 26e cérémonie des Goyas 2012 : Meilleure actrice dans une comédie dramatique pour Un jour de chance (La chispa de la vida) (2012).
- 14e cérémonie des Teen Choice Awards 2012 : Meilleure actrice dans un film d'animation dans une comédie d'animation pour Le Chat Potté  (2011).
- 2013 : Behind the Voice Actors Awards de la meilleure interprétation d'ensemble dans une comédie d'animation pour Les Pirates ! Bons à rien, mauvais en tout (The Pirates! Band of Misfits) (2012) partagée avec Hugh Grant, Martin Freeman, David Tennant, Jeremy Piven, Imelda Staunton, Russell Tovey, Brendan Gleeson, Lenny Henry, Ashley Jensen, Brian Blessed et Anton Yelchin.
- 2013 : MTV Movie Awards de la meilleure actrice latino dans un thriller pour Savages (2012).
- 34e cérémonie des Razzie Awards 2014 : Pire actrice dans une comédie pour Copains pour toujours 2 (Grown Ups 2) (2013).
- 2017 : Imagen Awards de la meilleure actrice dans une comédie dramatique pour Beatriz at Dinner (2017).
- 2017 : International Online Cinema Awards de la meilleure actrice dans une comédie dramatique pour Beatriz at Dinner (2017).
- 2018 : AARP Movies for Grownups Awards de la meilleure actrice dans une comédie dramatique pour Beatriz at Dinner (2017).
- 2018 : Film Independent's Spirit Awards de la meilleure actrice pour Beatriz at Dinner (2017).
- 46e cérémonie des People's Choice Awards 2020 :
  - Star féminine de film préférée dans une comédie pour Lady Business (2020).
  - Star féminine de film comique préférée dans une comédie pour Lady Business (2020).

## Voix francophones
En France, Ethel Houbiers est la voix française régulière de Salma Hayek. Déborah Perret et Anneliese Fromont l'ont également doublée respectivement à sept et quatre reprises.
Au Québec, Camille Cyr-Desmarais est la voix québécoise régulière de l'actrice.